# Douglas DC-2

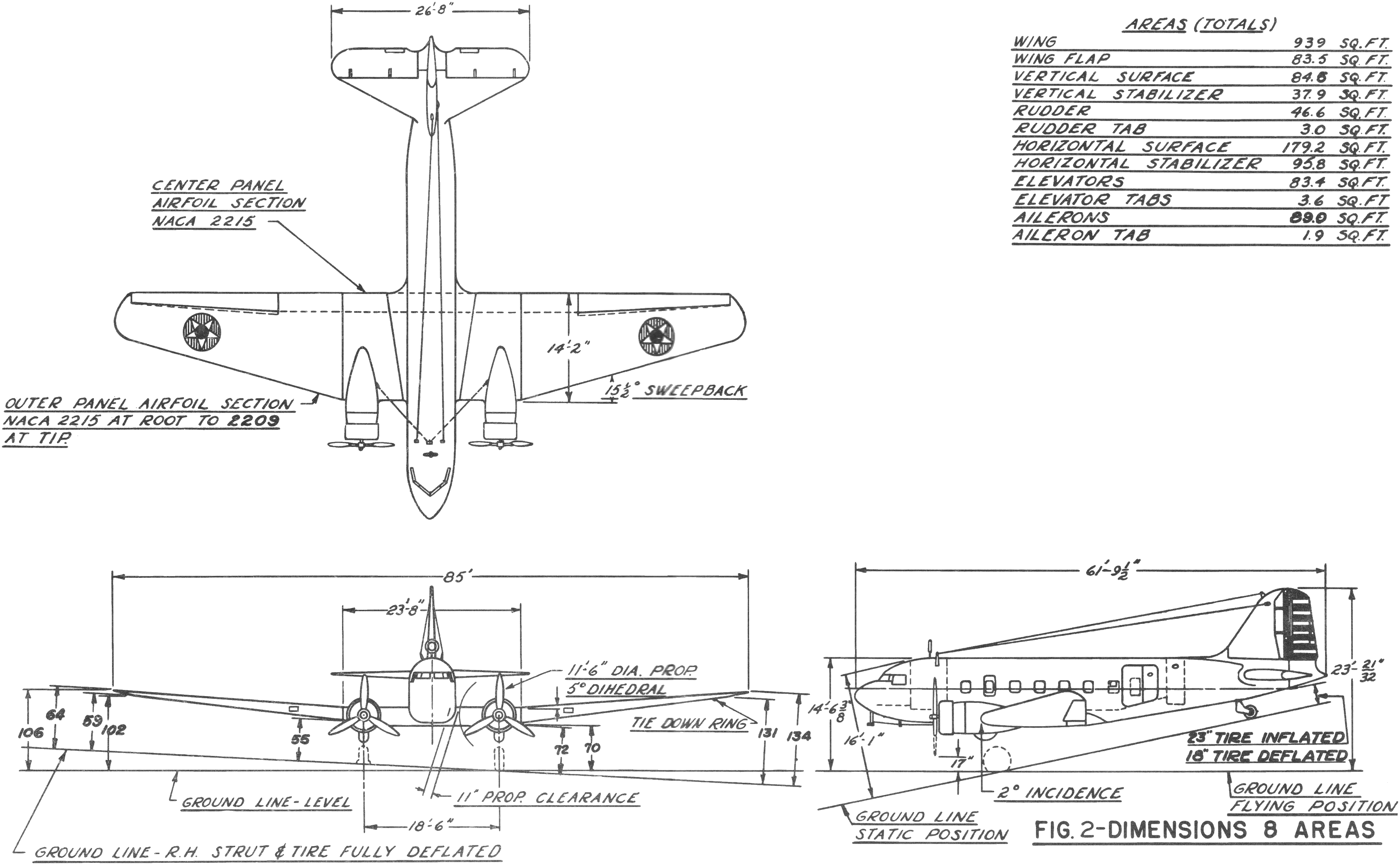
Douglas DC-2 (Douglas C-39)

Il Douglas DC-2 era un bimotore di linea ad ala bassa con impennaggio monoderiva sviluppato dall'azienda statunitense Douglas Aircraft Company negli anni trenta e destinato al traffico commerciale su tratte a medio raggio.

## Storia del progetto
Secondogenito di quella che negli anni sarebbe diventata la famiglia dei Douglas Commercial, il DC-2 era strettamente imparentato con il predecessore DC-1: quest'ultimo funse sostanzialmente da prototipo, mentre il DC-2 (semplicemente più lungo di circa due piedi, pari a circa 61 cm per poter ospitare due passeggeri in più e dotato di motori di maggior potenza) fu l'applicazione pratica del progetto, prodotto in serie in 193 o 197 esemplari.

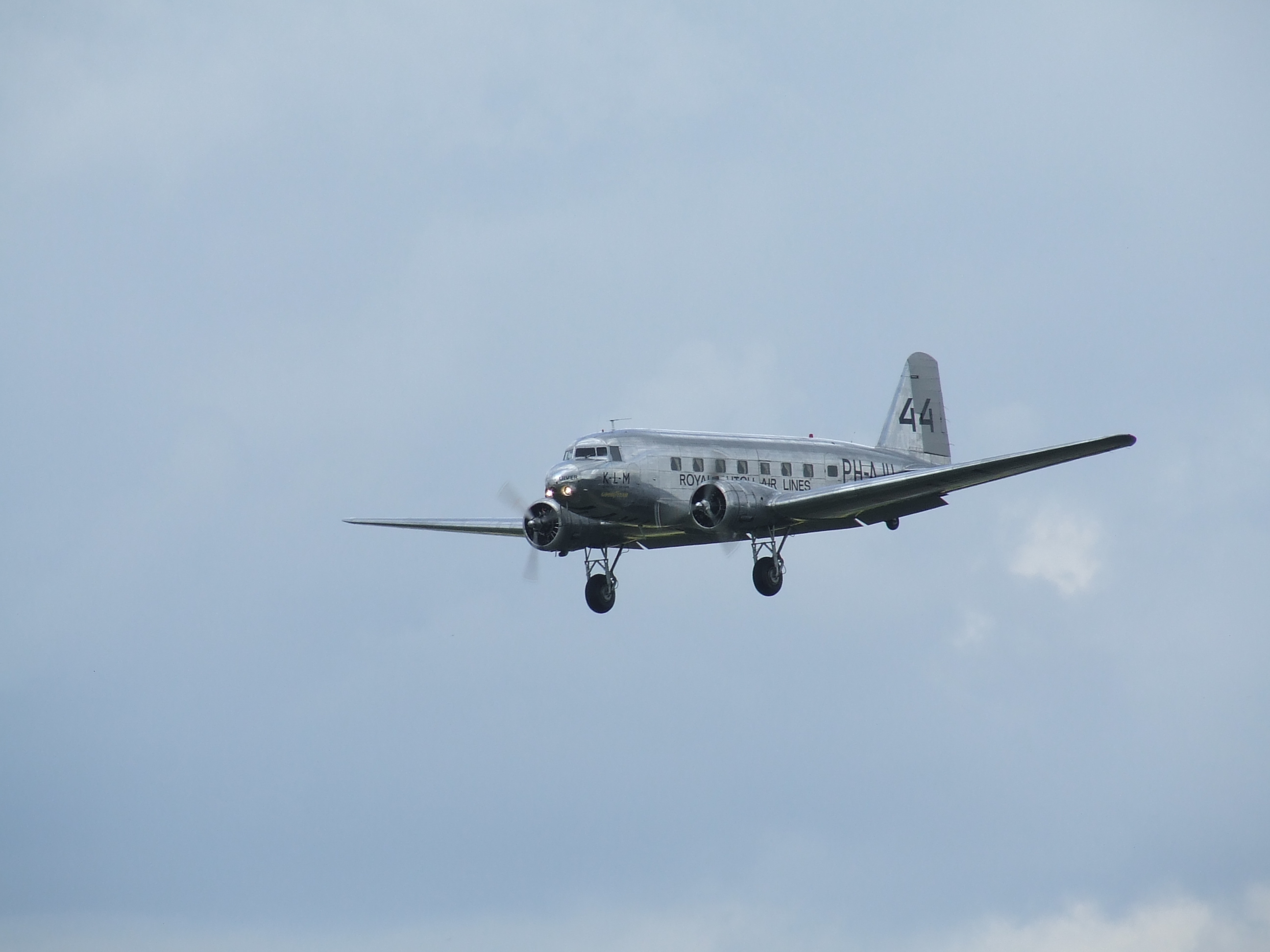
Douglas DC-2 in volo

Il primo esemplare completato, parte dell'ordine originale della Trans World Airlines di venti esemplari, conobbe il battesimo dell'aria l'11 maggio del 1934, dieci mesi dopo il primo volo del prototipo; consegnato tre giorni dopo alla TWA, l'aereo venne immesso in servizio il giorno 18 sulla rotta Columbus-Pittsburgh-Newark, mettendo subito in evidenza le proprie straordinarie prestazioni.
Il DC-2 attirò l'attenzione di molti operatori aeronautici ancora prima di spiccare il primo volo e l'interesse per il velivolo andò oltre i confini nazionali. Fu così che si attivarono per ottenerne la licenza di costruzione le olandesi Fokker e KLM, indipendentemente l'una dall'altra, la sovietica Amtorg Trading Corporation  e la giapponese Nakajima Hikōki K K. L'Airspeed Ltd. arrivò ad acquisire la licenza come sub-contraente per il Regno Unito dalla Fokker.
Anche le autorità militari statunitensi si fecero avanti per richiedere specifiche varianti del velivolo che, al termine della produzione in serie, arrivarono ad essere complessivamente otto, in parte destinate alla United States Navy ed in parte agli United States Army Air Corps; in particolare alcuni esemplari destinati alle forze armate furono realizzati utilizzando in parte elementi strutturali del DC-3, che nel frattempo aveva visto la luce sul finire del 1935.

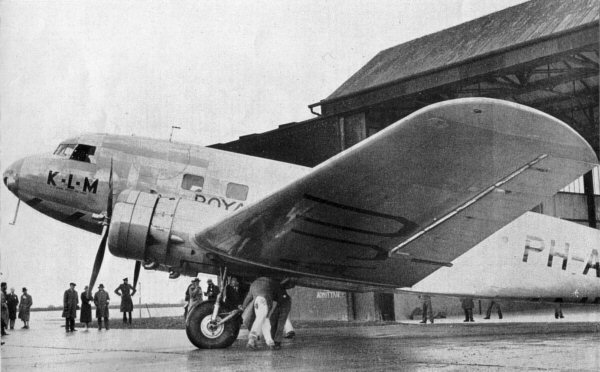
Un Douglas DC-2 con le insegne della KLM

Il processo di sviluppo del DC-2 riguardò prevalentemente l'impiego di motori di diverso modello rispetto all'originale Wright Cyclone; in alcuni casi furono anche variate la configurazione delle porte o le finiture interne, in funzione dell'impiego cui erano destinati i singoli esemplari. La struttura, al contrario, non subì particolari modifiche, poiché lo sviluppo del modello venne ben presto indirizzato verso il DC-3: l'ultimo esemplare in configurazione "commerciale" uscì infatti dagli impianti di Santa Monica nel corso del 1937, seguito due anni dopo dall'ultimo velivolo militare, classificato dall'USAAC come C-42. Dal DC-2 i tecnici della Douglas svilupparono anche il progetto del Douglas Bomber 1, che sarebbe entrato in servizio con l'USAAC come B-18 Bolo.

## Tecnica

### Cellula

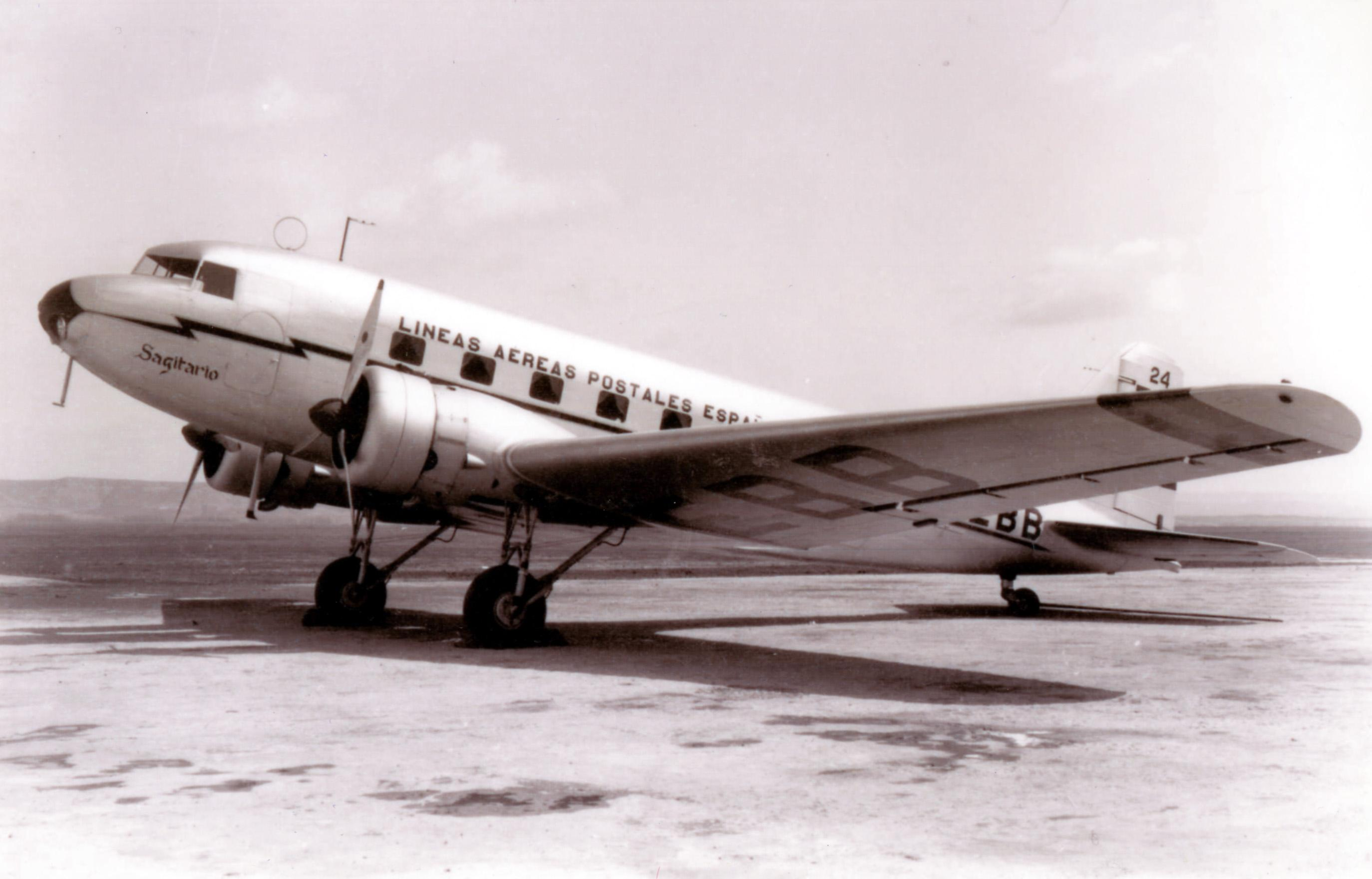
Un DC-2 con le insegne della LAPE.

Il Douglas DC-2 era un monoplano bimotore dalla struttura interamente metallica, caratterizzato dalla configurazione ad ala bassa; la fusoliera, dalla profonda sezione rettangolare, poteva ospitare fino a quattordici passeggeri e terminava nella sezione di coda leggermente rastremata fino a dare vita all'impennaggio di tipo classico, con il piano orizzontale disposto sulla mezzeria della fusoliera, al di sotto del piano verticale. La cabina di pilotaggio era completamente chiusa, con ampia vetratura frontale.
L'ala era disposta in posizione avanzata rispetto al centro della fusoliera; ogni semiala era suddivisa in due sezioni: la sezione interna, di lunghezza minore, era dritta ed alloggiava le gondole dei motori mentre la sezione esterna si contraddistingueva per il disegno rastremato del bordo d'entrata in direzione dell'estremità e per l'andamento rettilineo del bordo d'uscita. La sezione esterna formava anche un apprezzabile angolo diedro positivo con la sezione interna.
Il carrello d'atterraggio era di tipo triciclo posteriore: i due elementi principali, monoruota, erano costituiti da due elementi tubolari che si ritraevano, con movimento rettilineo contrario al senso di marcia, all'interno delle gondole dei motori lasciando sporgere solo parzialmente le ruote. Al posteriore era presente un ruotino d'appoggio, sterzante e non retraibile.
Alcuni esemplari delle varianti ad uso militare furono realizzati combinando elementi strutturali del successivo DC-3 finendo per essere, per tale ragione, soprannominati "DC-2 e ½".

### Motore

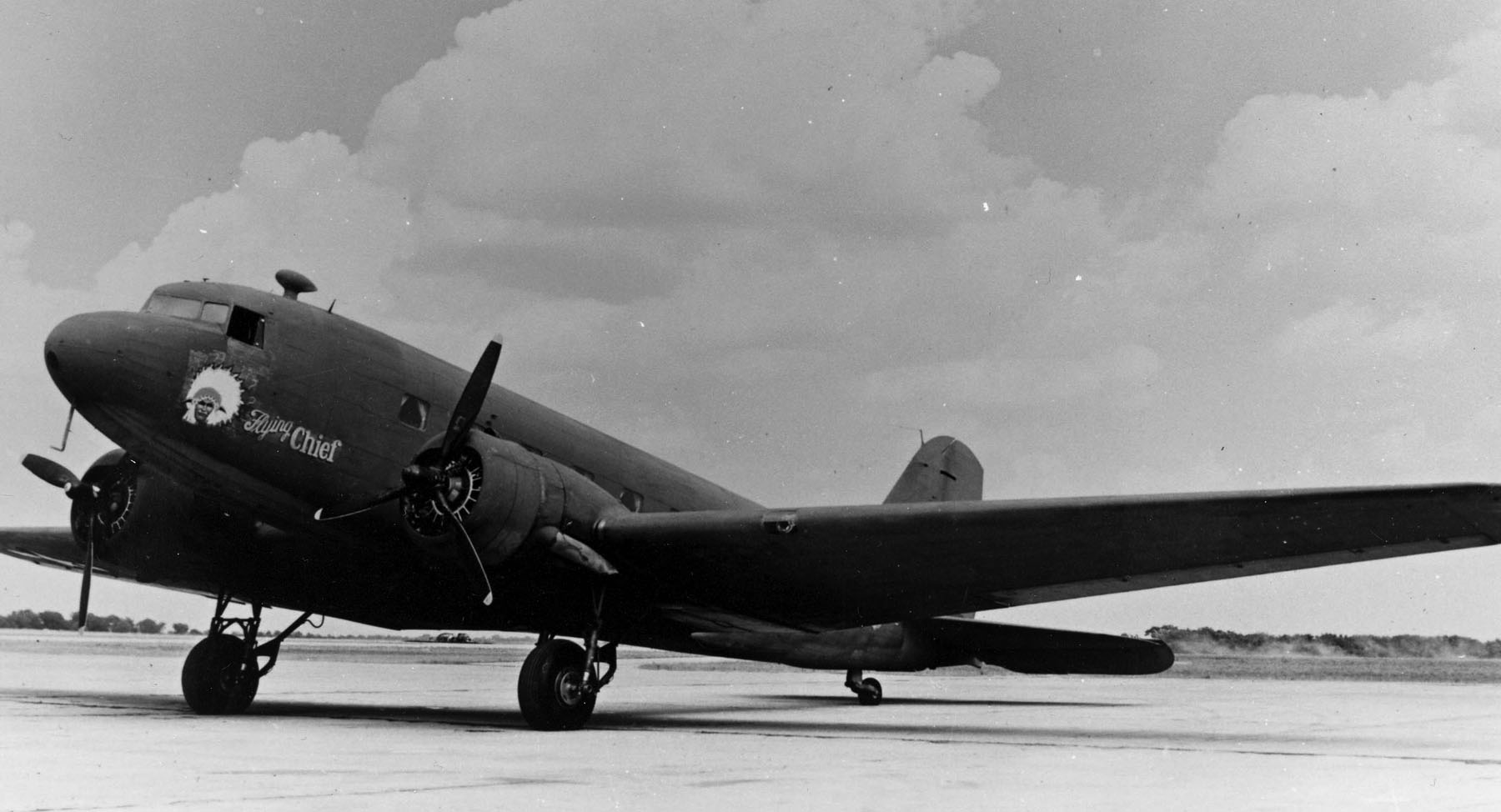
Il C-42 "Flying Chief" con i motori Wright R-1820 Cyclone 9.

Il DC-2 nacque abbinato a due motori Wright R-1820 Cyclone 9: si trattava di motori radiali a nove cilindri raffreddati ad aria il cui sviluppo portò all'impiego di successive versioni di sempre maggior potenza e che equipaggiarono la grande maggioranza dei velivoli prodotti.
In alcuni casi, rispettivamente contraddistinti dalla denominazione DC-2A e DC-2B, vennero installati motori Pratt & Whitney R-1690 Hornet o i britannici Bristol Pegasus. Un singolo esemplare destinato all'USAAC fu dotato di una coppia di Pratt & Whitney R-1830, anche in questo caso analogamente al successore DC-3.
In tutti i casi i motori azionavano eliche tripala metalliche, a passo variabile.

## Impiego operativo

### Operatori civili
Il primo e principale utilizzatore civile del DC-2 fu la Trans World Airlines Inc. (TWA) che, persa la possibilità di acquistare il Boeing 247 a causa dell'esclusiva concessa dalla casa di Seattle alla concorrente United Air Lines, aveva dato vita alla richiesta da cui era nato il DC-1; in totale la TWA finì nel tempo per acquistare complessivamente 31 esemplari.
La Douglas, facendo tesoro dell'errata scelta commerciale operata dalla Boeing, decise al contrario di garantirsi la possibilità di servire altri clienti, all'unica condizione di garantire alla TWA i tempi di consegna concordati negli ordini sottoscritti. Fu così che la American Airlines acquistò 16 aerei, 10 andarono alla Eastern Air Lines, 9 alla Pan American Airways ed altri 12 ad altre compagnie minori.
In Europa fu l'olandese Fokker ad interessarsi per prima al DC-2, acquistandone un esemplare ed aggiudicandosi la licenza di produzione; complessivamente gli aerei distribuiti dalla Fokker furono 39 ed i principali acquirenti furono la KLM e la Swissair. Altri esemplari andarono alla spagnola Líneas Aéreas Postales Españolas ed alla polacca LOT.

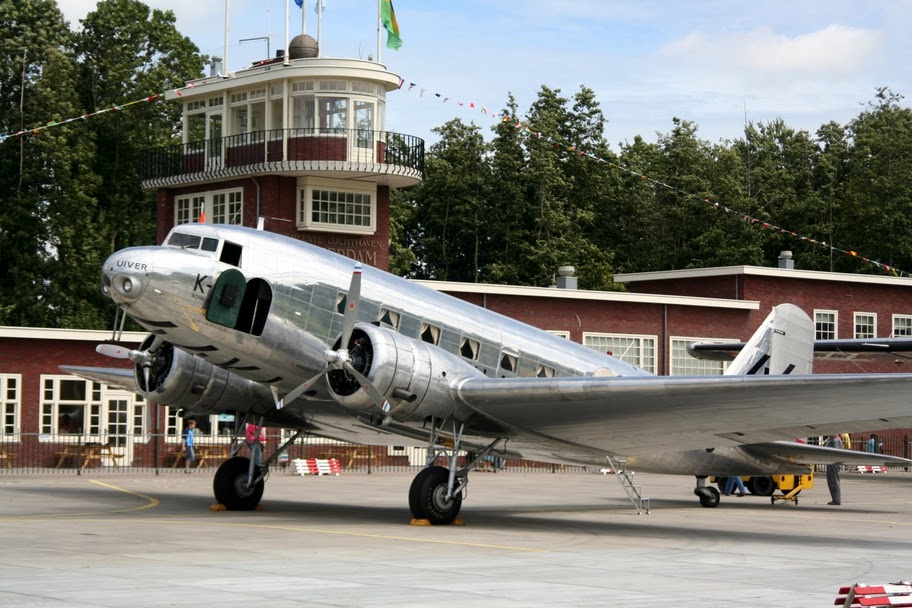
Il DC-2 "Uiver" (cicogna) della KLM; si tratta dell'esemplare utilizzato nel corso della "MacRobertson Air Race".

Particolare risalto nelle cronache dell'epoca venne conquistato dal primo esemplare acquistato dalla KLM che, schierato alla partenza della MacRobertson Air Race (nota anche come "London to Melbourne Air Race"), ottenne il secondo posto finale alle spalle del racer de Havilland DH.88 Comet.
Singoli esemplari furono acquistati anche dal governo francese, che aveva preso in considerazione l'ipotesi di acquisire la licenza di produzione, dalla compagnia sovietica Amtorg Trading Corporation, dalla Nakajima e dalla compagnia italiana Avio Linee Italiane. Quest'ultimo esemplare fu usato dapprima per il trasporto civile e poi, dal settembre 1940, ceduto al Nucleo Comunicazioni Ala Littoria per effettuare trasporti militari.

### Operatori militari
Anche nel caso delle forze armate, i principali operatori del DC-2 furono statunitensi: sia l'USAAC (successivamente divenuta USAAF) che l'US Navy, utilizzarono diversi esemplari del DC-2 già prima dello scoppio della seconda guerra mondiale mentre numerosi altri vennero requisiti per l'impiego militare in seguito all'attacco di Pearl Harbor; in base alla loro configurazione ed ai motori impiegati, gli aerei ricevettero diverse denominazioni.

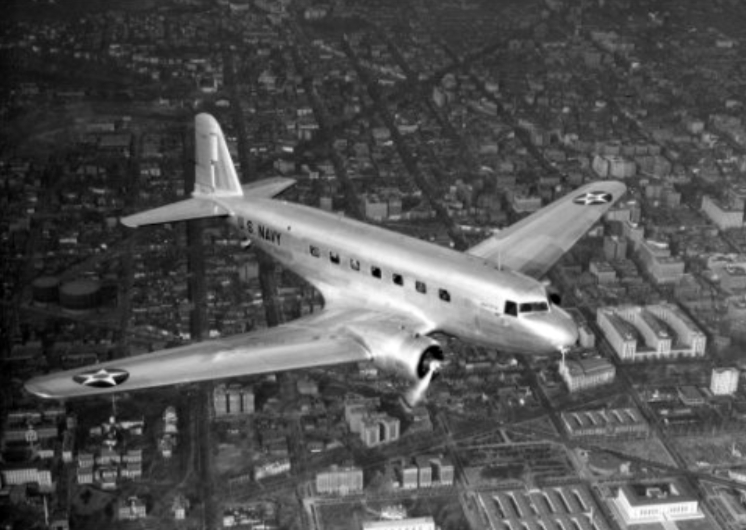
In volo, con le insegne dell'US Navy.

Il primo conflitto che vide l'impiego del DC-2 fu però la guerra civile spagnola: i quattro esemplari acquistati dalla LAPE vennero utilizzati tra le file repubblicane e funsero, in seguito a modifiche effettuate sul campo, anche da bombardieri sul finire dell'estate del 1936. Poco prima della conclusione della guerra, i DC-2 vennero utilizzati per trasportare a Parigi le riserve auree del governo repubblicano spagnolo.
Nel gennaio del 1940 un esemplare, acquistato privatamente dall'aviatore svedese Carl Gustav von Rosen, fu al servizio della finlandese Suomen ilmavoimat nel corso della guerra d'inverno, impiegato in almeno una missione di bombardamento contro campi d'aviazione dell'Unione Sovietica.
Con l'inizio della guerra, prima che venisse promulgato il Lend-Lease Act, la British Purchasing Commission acquistò 25 esemplari di DC-2 destinandoli, tranne alcune eccezioni, alla Royal Air Force; altri 10 aerei furono in seguito acquistati per conto della Royal Australian Air Force.
Durante la guerra, infine, alcuni esemplari furono catturati dalle truppe tedesche; due aerei furono assegnati all'aviazione dell'alleato finlandese.

## Versioni
I dati sulle versioni, se non diversamente indicato, sono tratti da "Douglas DC-1 / DC-2" in "www.uswarplanes.net".
Versioni commerciali

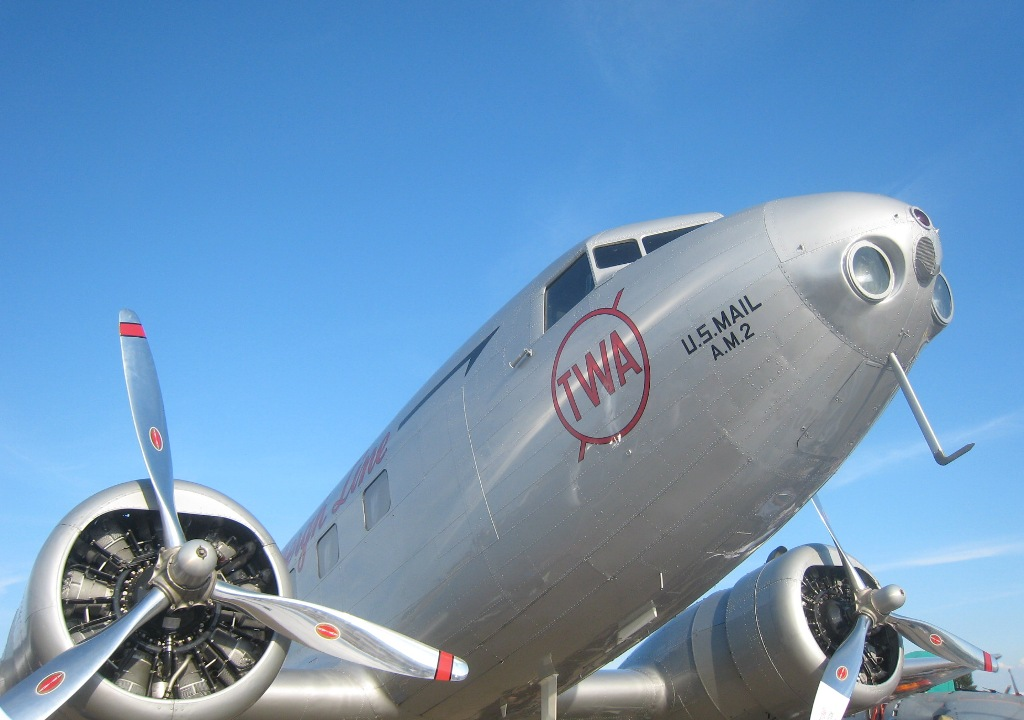
Primo piano di un DC-2 della TWA.

- DC-2: versione migliorata del precedente "DC-1", ottenuta mediante l'allungamento di 2 ft (61 cm) della fusoliera, che consentì l'inserimento di due posti in più per i passeggeri. I motori Wright SGR-1820-F3 del DC-1 vennero sostituiti con due Wright SGR-1820-F52, con un guadagno di potenza indicato in 10 hp. La denominazione "DC-2" venne in seguito mantenuta per tutti gli esemplari motorizzati con i radiali Wright Cyclone, indipendentemente dalla variante del motore installata e dalle modifiche richieste specificamente da ciascun utilizzatore. In tutto gli esemplari costruiti in questa denominazione vengono indicati in 130, di cui 39 dall'olandese Fokker Aircraft Co. e 5 dalla giapponese Nakajima; almeno un esemplare di questi ultimi finì per essere impiegato dalle forze armate giapponesi ricevendo, secondo il sistema di denominazione alleata, il nome in codice "Tess".
  - DC-2A: il suffisso "A" identificò gli esemplari del DC-2 dotati di motore Pratt & Whitney "Hornet" (tre realizzati tra il 1934 ed il 1935).
  - DC-2A: la lettera "B" contraddistinse invece i velivoli (due, realizzati nel 1935) equipaggiati con motore Bristol Pegasus.

Versioni militari
- (X)C-32: si trattò di un singolo esemplare, inizialmente identificato come prototipo dalla presenza del prefisso "X", tratto dalla produzione di serie.
  - C-32A: denominazione assegnata a ventiquattro DC-2 civili requisiti dall'USAAF nel corso del 1942.
- C-33: versione per trasporto merci, dotato opportunamente di portelloni di carico ampliati e piani di coda uguali a quelli del DC-3; con questa denominazione furono contrassegnati diciotto velivoli costruiti nel 1936.
  - C-33A: identificazione assegnata ad un singolo C-33 modificato combinando parti strutturali (sezione centrale dell'ala e piani di coda) e motori del DC-3; in ragione della sua natura ibrida, l'aereo venne talvolta soprannominato "DC-2 e ½".
- (Y)C-34: si trattò di due esemplari, anche in questo caso contrassegnati solo in una prima fase con il prefisso "Y", contraddistinti dalla finitura interna "VIP", utilizzati per il trasporto dello staff da parte del Ministero della Guerra statunitense.
- C-38: denominazione assegnata ad un esemplare di "C-33A", che funse da prototipo per la variante successiva.
- C-39: trentanove esemplari contraddistinti, anche in questo caso, dall'impiego di parti del DC-3: in questo caso si trattava della sezione centrale della fusoliera, dei piani di coda e del carrello d'atterraggio. Un velivolo di questa serie fu l'ultimo DC-2 ad uscire dalle catene di montaggio della Douglas[1]. Anche in questo caso venne utilizzato il soprannome "DC-2 e ½".
- C-41: singolo esemplare simile al "C-39" ma con finiture "VIP", destinato al trasporto del capo di stato maggiore dell'USAAC. Dotato di motori Pratt & Whitney R-1830 "Twin Wasp"[1].
- C-42: ancora un velivolo singolo, questa volta destinato al Comandante Generale dell'USAAC; i motori erano Wright Cyclone. In seguito altri due aerei (dei C-39) furono portati al medesimo standard[1].
- R2D-1: designazione relativa a cinque esemplari dell'United States Navy, primo operatore militare ad acquistare il modello; in tutto identici alla versione civile, gli aerei furono impiegati per il trasporto di personale.

Designazioni all'estero
- A30: denominazione utilizzata dalla Royal Australian Air Force per identificare dieci DC-2 civili requisiti.
- DC-2K: designazione assegnata dalla britannica RAF a ventisei aerei civili requisiti ed utilizzati in India e nel Medio Oriente.

## Utilizzatori

### Civili
Brasile
- Panair do Brasil

 Cecoslovacchia
- ČSA

 Germania
- Lufthansa

 Giappone
- Japan Air Transport

 Manciukuò
- Manchurian Airlines

 Paesi Bassi
- KLM

 Spagna
- Líneas Aéreas Postales Españolas (LAPE)

 Polonia
- Polskie Linie Lotnicze LOT

 Italia
- Ala Littoria
- Avio Linee Italiane

 Romania
- LARES

 Svizzera
- Swissair

 Stati Uniti
- American Airlines
- Eastern Air Lines
- Pan American World Airways
- Trans World Airlines

 Unione Sovietica
- Aeroflot

operò con un esemplare.

### Militari
Australia
- Royal Australian Air Force

 Germania
- Luftwaffe

 Giappone
- Dai-Nippon Teikoku Rikugun Kōkū Hombu

 Regno Unito
- Royal Air Force

 Spagna
- Fuerzas Aéreas de la República Española

 Stati Uniti
- United States Army Air Corps
- United States Army Air Forces
- United States Marine Corps
- United States Navy

### Annotazioni
1. ↑  In cirillico "Амто́рг", contrazione di "Американская Торговля", in russo letteralmente "Commerciale degli Stati Uniti". Formalmente si trattava di una società per azioni di diritto americano; l'Amtorg occupò una posizione unica nel mercato, come acquirente unico per uno stato comunista. Anche se non rappresentava ufficialmente il governo sovietico, era controllata dal Commissariato del Popolo per il Commercio Estero e, prima della creazione di relazioni diplomatiche tra gli Stati Uniti e l'Unione Sovietica nel 1933, servì di fatto come delegazione commerciale.

### Fonti
1. 1 2 3 4 5 6 7 8 9 10  Francillon, 1988, p. 167.
2. ↑  Francillon, 1988, p. 175.
3. ↑  Boroli e Boroli, 1983, p. 236.
4. ↑  "Douglas DC-2", in www.flugzeuginfo.net.
5. 1 2 3  "DC-1 / DC-2", in www.uswarplanes.net.
6. ↑  Francillon, 1988, p. 163.
7. ↑  Francillon, 1988, p. 166.
8. 1 2  Francillon, 1988, p. 169.
9. 1 2 3  Francillon, 1988, p. 170.
10. 1 2  Francillon, 1988, p. 171.
11. ↑  The successful machines, in "Flight", 25 ottobre 1934.
12. 1 2  "Douglas DC2", in www.alieuomini.it.
13. 1 2 3  Francillon, 1988, p. 172.
14. ↑  Francillon, 1988, p. 173.
15. ↑  (RU) Лисунов Ли-2, su Уголок неба, http://www.airwar.ru. URL consultato il 1º novembre 2010.

### Pubblicazioni
- (EN) Speed and comfort, in Flight, Sutton, Surrey - UK, Reed Business Information Ltd., 27 settembre 1934,  pp. 994-996. URL consultato il 16 settembre 2015.
- (EN) The successful machines, in Flight, Sutton, Surrey - UK, Reed Business Information Ltd., 25 ottobre 1934,  pp. 1119-1121. URL consultato il 30 settembre 2015.